# Tethya ignis
Tethya ignis är en svampdjursart som beskrevs av Ribeiro och Muricy 2004. Tethya ignis ingår i släktet Tethya och familjen Tethyidae.
Artens utbredningsområde är havet utanför Brasilien. Inga underarter finns listade i Catalogue of Life.